# Lincolnshire (Illinois)
Lincolnshire é uma vila localizada no estado americano de Illinois, no Condado de Lake.

## Demografia
A população de Lincolnshire estimada pelo censo em 2000 foi de 6 108 habitantes, sendo estimado em 2009 em 7 956 habitantes, um crescimento de 30,3% entre 2000 a 2009. Sua densidade demográfica é de 1 808 habitantes por milha quadrada.
De acordo com a estimativa de 2009, 3 871 habitantes eram homens e 4 085 habitantes eram mulheres. Ainda de acordo o mesmo censo, a idade média dos habitantes era de 44,3 anos.
Em 2009, foi estimado que 6.962 habitantes são brancos (93,7%), 301 são asiáticos (4,1%), 129 tinham duas ou mais raças (1,7%), 14 eram hispânicos (0,2%), outros 21 pertenciam a outras raças (0,2%).

### Religião
São diversas as manifestações religiosas presentes na vila.  De acordo com dados do censo de 2009, realizado pelo United States Census Bureau, a população de Lincolnshire é composta por: Católicos (66%), evangélicos (13%), evangélicos protestantes (13%) e outros (8%).

### Criminalidade
De acordo com dados de 2009, no período entre 1999 e 2010 foram registrados na vila 2 assassinatos, 14 estupros, 13 roubos, 46 assaltos e 2 incêndios culposos.

## Geografia
Lincolnshire situa-se a uma latitude 42º 11' N e 85º 55'W, e faz fronteira com as vilas de Vernon Hills (a noroeste), Buffalo Grove (a sudoeste), Bannockburn (a leste) e Riverwoods (a sudeste).
De acordo com o United States Census Bureau, Lincolnshire tem uma área total de 4,4 milha quadradas (11 km2), dos quais, 4,4 milha quadradas (11 km2) são terras e (0.1 km² or 0.68%) são águas. A vila de Lincolnshire é um subúrbio do Condado de Lake, e está localizada na região  nordeste do estado de Illinois. O rio Des Plaines abastece a vila através da parte oriental, dividindo a vila, enquanto a metade do Illinois Route 22 divide a vila ao meio no sentido leste-oeste.
Lincolnshire é vencedora do Tree City USA (a cidade-árvore dos Estados Unidos) desde 1988. A vila ganhou o concurso durante 13 anos consecutivos. Para manter a paisagem de Lincolnshire, a vila criou a "Portaria de Preservação Tree", uma lei que impõe restrições severas sobre o corte de árvores. Desde 2008, a vila está trabalhando na erradicação de mariposas.
Lincolnshire fica na fronteira de duas bacias hidrográficas de Chicago: uma pertencente ao Des Plaines River, e outra próxima ao rio Chicago.

### Clima
O clima de Lincolnshire é considerado continental úmido. A média de precipitações é de 922 mm por ano.
| Médias meteorológicas para Lincolnshire/IL | Médias meteorológicas para Lincolnshire/IL | Médias meteorológicas para Lincolnshire/IL | Médias meteorológicas para Lincolnshire/IL | Médias meteorológicas para Lincolnshire/IL | Médias meteorológicas para Lincolnshire/IL | Médias meteorológicas para Lincolnshire/IL | Médias meteorológicas para Lincolnshire/IL | Médias meteorológicas para Lincolnshire/IL | Médias meteorológicas para Lincolnshire/IL | Médias meteorológicas para Lincolnshire/IL | Médias meteorológicas para Lincolnshire/IL | Médias meteorológicas para Lincolnshire/IL | Médias meteorológicas para Lincolnshire/IL |
| Mês                                        | Jan                                        | Fev                                        | Mar                                        | Abr                                        | Mai                                        | Jun                                        | Jul                                        | Ago                                        | Set                                        | Out                                        | Nov                                        | Dez                                        |                                            |
| ------------------------------------------ | ------------------------------------------ | ------------------------------------------ | ------------------------------------------ | ------------------------------------------ | ------------------------------------------ | ------------------------------------------ | ------------------------------------------ | ------------------------------------------ | ------------------------------------------ | ------------------------------------------ | ------------------------------------------ | ------------------------------------------ | ------------------------------------------ |
| Média alta °F                              | 30                                         | 36                                         | 45                                         | 55                                         | 66                                         | 79                                         | 82                                         | 81                                         | 75                                         | 63                                         | 48                                         | 36                                         |                                            |
| Média baixa °F                             | 14                                         | 18                                         | 28                                         | 37                                         | 46                                         | 55                                         | 63                                         | 63                                         | 54                                         | 43                                         | 32                                         | 19                                         |                                            |
| Precipitação polegadas                     | 0.19                                       | 0.16                                       | 0.25                                       | 0.37                                       | 0.14                                       | 0.15                                       | 0.35                                       | 0.48                                       | 0.32                                       | 0.27                                       | 0.32                                       | 0.22                                       |                                            |
| Média alta °C                              | -1                                         | 2                                          | 7                                          | 13                                         | 19                                         | 26                                         | 28                                         | 27                                         | 24                                         | 17                                         | 9                                          | 2                                          |                                            |
| Média baixa °C                             | -10                                        | -8                                         | -2                                         | 3                                          | 8                                          | 13                                         | 17                                         | 17                                         | 12                                         | 6                                          | 0                                          | -7                                         |                                            |
| Precipitação mm                            | 4.8                                        | 3.97                                       | 6.35                                       | 9.4                                        | 3.59                                       | 3.86                                       | 8.89                                       | 12.29                                      | 8.23                                       | 6.86                                       | 8.18                                       | 5.59                                       |                                            |
| Fonte: The Weather Channel Agosto de 2010  |                                            |                                            |                                            |                                            |                                            |                                            |                                            |                                            |                                            |                                            |                                            |                                            |                                            |

### Localidades na vizinhança
O diagrama seguinte representa as localidades num raio de 8 km ao redor de Lincolnshire.

## Estrutura urbana

### Educação

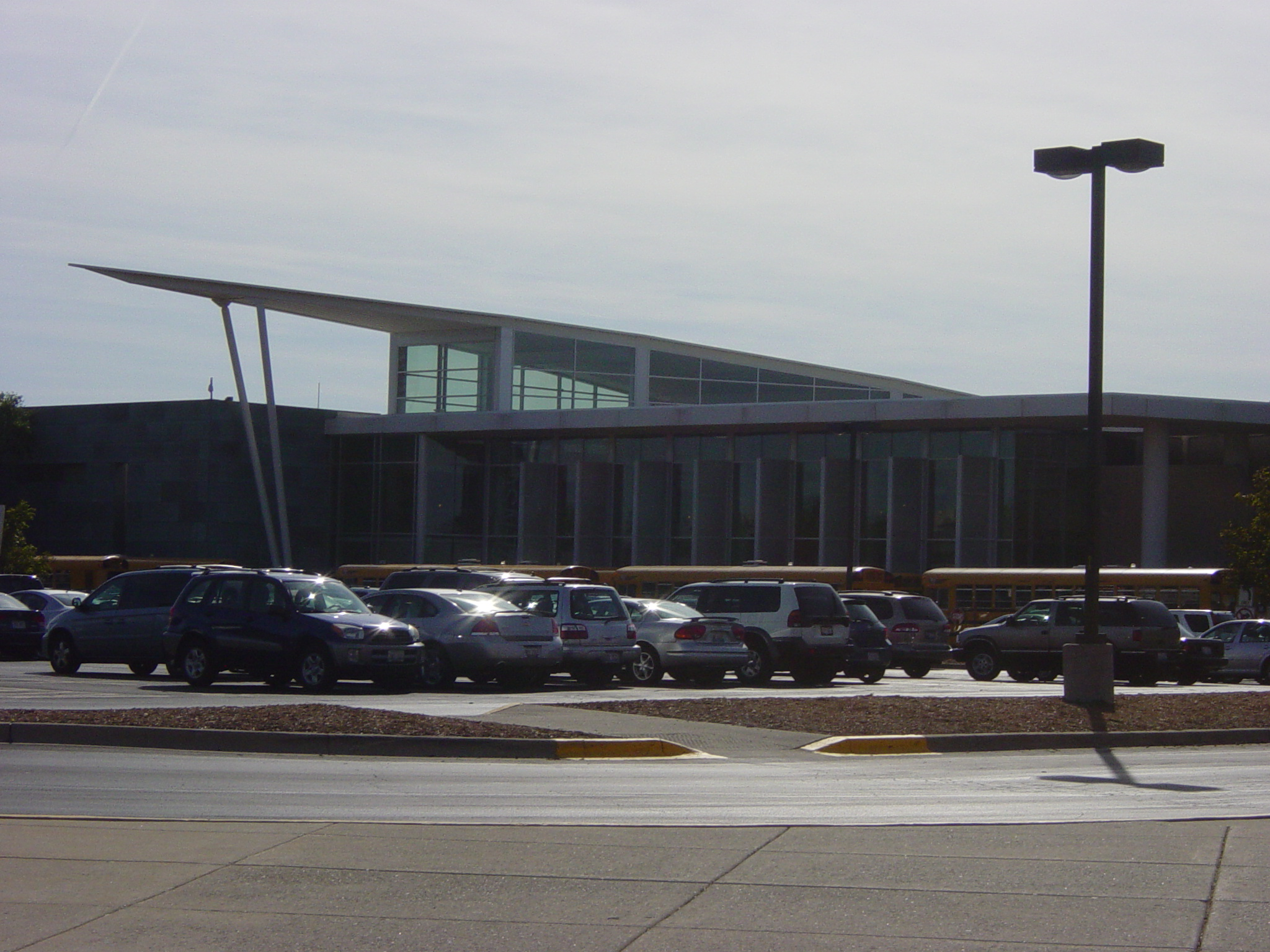
Adlai E. Stevenson High School.

Lincolnshire tem dois distritos escolares: Lincolnshire-Prairie View School District 103 e Adlai E. Stevenson High School District 125, embora alguns alunos que vivem na vila também frequentam a escola de Aptakisic-Tripp Community Consolidated School District 102 na vila vizinha de Buffalo Grove. No mesmo distrito escolar também se situam outras escolas, entre elas: Laura B. Sprague Elementary School, Half Day Intermediate School e Daniel Wright Junior High School. Ambas são escolas mantidas pelo governo do estado.

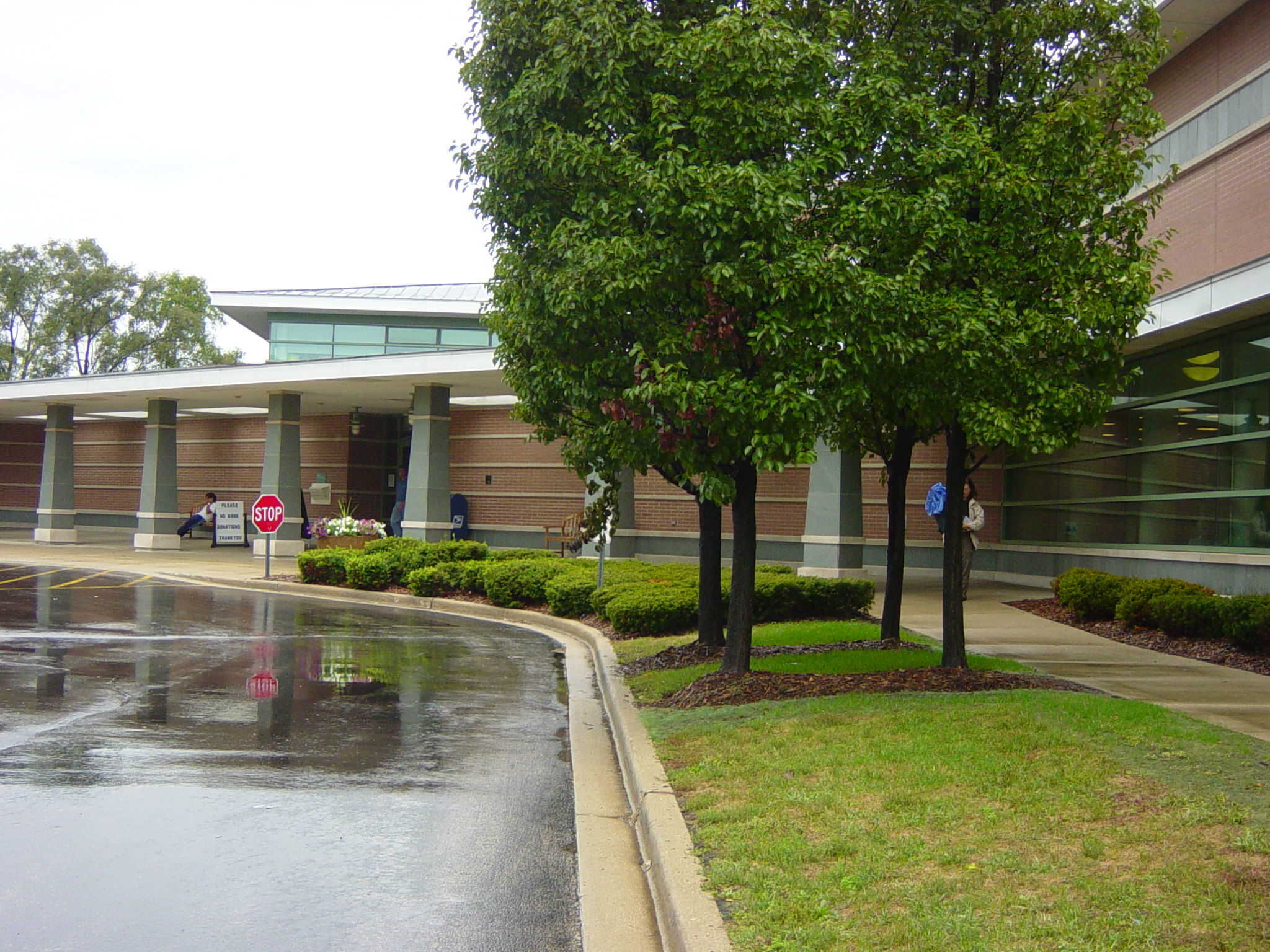
Biblioteca da Área Escolar de Vernon, que está localizada em Lincolnshire.

A primeira escola construída na vila foi a Half Day Intermediate School, que inicialmente atendia todos da vila, era originalmente uma sala, e posteriormente foi feito um projeto de expansão. Inúmeras mudanças foram feitas na Half Day Intermediate School, entre 1958 e 1965, mas manteve-se pequena demais para receber todos os alunos; em 1983,a  Half Day School foi fechada, seus alunos foram transferidos para a Laura B. Sprague Elementary School e para a Daniel Wright Junior High School. No entanto, reabriu após  nove anos, após as escolas da vila ficarem super lotadas.
Em Lincolnshire também estão localizadas organizações privadas financiadas por instituições de ensino. Como a DeVry University filial da Management Keller, ao lado do Campus do College of Lake County, ao norte da vila. Os alunos da Stevenson High School, que pretendam estudar na Universidade de Illinois são preferenciais ao se candidatarem a uma vaga, devido a um consórcio feito entre as duas instituições. Lincolnshire tem uma creche comunitária, fundada em 1973, a creche aceita alunos apenas de moradores da vila.
A Biblioteca da Área Escolar de Vernon atende as vilas de Lincolnshire, Buffalo Grove, Long Grove, e porções de Vernon Hills. A biblioteca do distrito também abriga palestras e lançamento de livros.

### Segurança
Lincolnshire é tem seu próprio departamento de polícia, que está localizado no centro da vila. A polícia da vila é composta por 25 empregados; 24 deles são policiais da patrulha e o outro é o delegado. O Departamento de Polícia de Lincolnshire funciona com um centro de emergência que aceita chamadas da região.
O Departamento de Polícia de Lincolnshire colabora com o programa de prevenção às drogas e a violência. Este programa forma alunos da sexta série nas escolas da vila desde 1991.
A vila também tem o Distrito do corpo de bombeiro (o Lincolnshire-Riverwoods Fire Protection District), que emprega 5 bombeiros, 4 bombeiros civis e 6 trabalhadores contratados; 34 funcionários do distrito são paramédicos. O Distrito de proteção contra incêndio tem dois prédios: um localizado no centro de Lincolnshire, a oeste da prefeitura, o outro em Riverwoods.
Lincolnshire fica numa região inundada pela conseqüência da presença do rio Des Plaines e a proximidade do rio Chicago. A vila participa do National Flood Insurance Program e da Federal Emergency Management Agency, que alivia os custos dos danos causados pelas inundações que podem sobrecarregar os moradores da vila. A vila também implementa o Sistema de Classificação da Comunidade, um plano de prontidão de desastres.

### Transportes
Lincolnshire tem três estradas: a Illinois Route 22, que é conhecida como o Half Day Road; a Illinois Route 21 e a EUA Route 45. A fronteira entre Lincolnshire e  Bannockburn é cortada pela Interstate 94. A Rota 22 atravessa o rio Des Plaines antes da ponte que faz divisa entre Bannockburn e Lincolnshire.

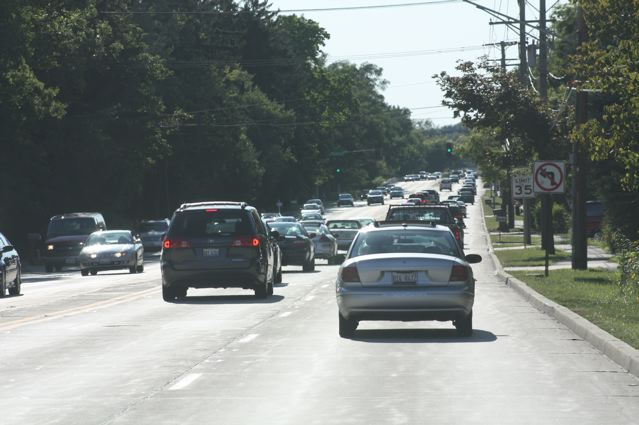
A Illinois Route 22, dentro das fronteiras de Lincolnshire.

Lincolnshire tem duas ciclovias que cobrem uma grande extensão da vila. Um delas vai em uma direção norte a sul ao lado da estrada Riverwoods na metade da aldeia, enquanto as outras vão na direção leste a oeste a partir da metade da vila, através do rio Des Plaines, e para a prefeitura no lado oeste da vila.
O Aeroporto Internacional O'Hare está a 29 km da vila de Lincolnshire. A viagem entre Lincolnshire aoo aeroporto é facilitada pela Tollway Tri-State, embora viajar de trem também é possível por causa da proximidade da estação Prairie View.

### Utilitários
A vila de Lincolnshire compra água da vila Highland Park desde 1982. Highland Park também é responsável por regular as bombas e contadores dos moradores. O esgoto sanitário da vila está conectado à Estação de Tratamento de Esgoto do Condado de Lake, que fica sobre o rio Des Plaines (fora dos limites da vila), a disposição de esgotos é feita pelo governo do Condado de Lake. Lincolnshire também administra uma rede de bueiros que correm diretamente para o rio Des Plaines, a vila é responsável por proteger o rio, o governo da vila proibiu a colocação de produtos químicos na rede de drenagem pluvial. Um plano para reparar ruas da vila também foi implementado em 1982, e continua, a vila também oferece um serviço que limpa as ruas da neve durante o inverno.
Lincolnshire é atendida pela Waste Management, Inc, que cuida do lixo da cidade.
O Departamento de Obras da vila mantém as estradas e ruas sob as leis de Lincolnshire, inspeciona e melhora as instalações existentes. O departamento também gerencia os planos de emergênciaem caso de cheias dos rios.